# Babysitting – A felvigyázó
A Babysitting – A felvigyázó (eredeti cím: Babysitting) 2014-es francia filmvígjáték, melyet Nicolas Benamou és Philippe Lacheau (rendezői debütálás) rendezett. A főszerepben Lacheau, Alice David, Vincent Desagnat és Tarek Boudali látható.
A filmet 2014. április 16-án mutatta be az Universal Pictures, Magyarországon 2014. október 16-án a Cinetel Kft..

## Cselekmény
Mivel nincs bébiszitter a hétvégére, Marc Schaudel egy alkalmazottra bízza fiát, Rémyt, és az otthonát, mielőtt feleségével máshová utazik. Marc szerint Franck a legmegfelelőbb, akit lehet alkalmazni. Csakhogy Franck éppen aznap este tölti be a harmincat, Rémy pedig egy undok kis kölyök.
Másnap kora reggel Marcot és feleségét, Claire-t a rendőrség hívása ébreszti. Rémy és Franck eltűntek. A házaspár borzalmas állapotban lévő otthonában a rendőrség egyik tagja talál egy kamerát. Marc és Claire döbbenten fedezik fel az előző éjszakáról készült felvételeket.

## Szereplők
| Szereplő        | Színész           | Magyar hang        |
| --------------- | ----------------- | ------------------ |
| Franck          | Philippe Lacheau  | Horváth Illés      |
| Rémi            | Enzo Tomasini     | Pál Dániel Máté    |
| Sonia           | Alice David       | Bogdányi Titanilla |
| Ernest          | Vincent Desagnat  | Szatory Dávid      |
| Sam             | Tarek Boudali     | Mészáros András    |
| M. Schaudel     | Gérard Jugnot     | Várkonyi András    |
| Mme Schaudel    | Clotilde Courau   | Náray Erika        |
| Alex            | Julien Arruti     | Molnár Áron        |
| Paul            | Grégoire Ludig    | Gacsal Ádám        |
| Caillaud ügynök | Philippe Duquesne | Galbenisz Tomasz   |

## Folytatás
2015 januárjában az Universal Pictures megerősítette, hogy a folytatás elkészül. 2015 decemberében jelent meg, címe: Elmentek otthonról.